# La Logique de la découverte scientifique
La Logique de la découverte scientifique (en allemand : Logik der Forschung. Zur Erkenntnistheorie der modernen Naturwissenschaft) est un ouvrage d'épistémologie de Karl Popper, paru en 1934.

## Présentation générale
Le livre paraît en allemand en 1934. Il faut attendre 1973 pour une traduction française, réalisée par Philippe Devaux sous le titre La Logique de la découverte scientifique, soit publiée. L'ouvrage est devenu un classique de la philosophie des sciences.

## Contenu
Qu'est-ce qui est scientifique et qu'est-ce qui ne l'est pas ? Comment vérifier une théorie ? Qu'est-ce qu'une hypothèse scientifique ? Comment la connaissance progresse-t-elle ? 
Le livre défend l'idée qu'une  théorie, pour être scientifique, doit être réfutable par l'expérience. Karl Popper y discute Einstein ou Bernoulli, Heisenberg ou Schrödinger, mais aussi Russell ou Wittgenstein. Il propose plusieurs concepts, tels ceux de corroboration, de falsifiabilité, ou de critère de démarcation, et il aborde des thèmes comme la simplicité, l'incertitude, le hasard et la probabilité, les rapports entre théorie et expérience, ou entre science et métaphysique.

## Réception
L'ouvrage a eu un impact considérable, et a donné lieu à un certain nombre de critiques,,,.